# Геленау (Ерцгебирге)
Геленау (њем. Gelenau/Erzgeb.) општина је у њемачкој савезној држави Саксонија. Једно је од 69 општинских средишта округа Ерцгебирге. Према процјени из 2010. у општини је живјело 4.598 становника. Посједује регионалну шифру (AGS) 14521200.

## Географски и демографски подаци
Геленау се налази у савезној држави Саксонија у округу Ерцгебирге. Општина се налази на надморској висини од 513 метара. Површина општине износи 21,1 km². У самом мјесту је, према процјени из 2010. године, живјело 4.598 становника. Просјечна густина становништва износи 218 становника/km².

## Међународна сарадња
| Мјесто   | Држава | Врста сарадње | Од    |
| -------- | ------ | ------------- | ----- |
| Скорпинг | Данска | партнерство   | 1996. |
| Извор    |        |               |       |